# Filippinernes regioner
Filippinerne er inddelt i 17 regioner, inkluderet hovedstadsområdet og nogen områder med særskilt politisk-retslig status. Regionerne er igen underinddelt i provinser.

## Liste over regioner

### Luzon
| Kort | Region (kort nanv)                          | Regionenhovedstad           | komponerede lokale regeringsenheder - |
| ---- | ------------------------------------------- | --------------------------- | --- |
|      | National Capital Region (NCR; Metro Manila) | Manila                      | - Caloocan City - Las Piñas City - Makati City - Malabon City - Mandaluyong City - Manila - Marikina City - Muntinlupa City - Navotas City - Parañaque City - Pasay City - Pasig City - Pateros - Quezon City - San Juan City - Taguig City - Valenzuela City |
|      | Cordillera Administrative Region (CAR)      | Baguio City                 | - Abra - Apayao - Baguio City - Benguet - Ifugao - Kalinga - Mountain Province |
|      | Ilocos Region (Region I)                    | San Fernando City, La Union | - Dagupan City - Ilocos Norte - Ilocos Sur - La Union - Pangasinan |
|      | Cagayan Valley (Region II)                  | Tuguegarao City             | - Batanes - Cagayan - Isabela - Nueva Vizcaya - Quirino - Santiago City |
|      | Central Luzon (Region III)                  | San Fernando City, Pampanga | - Angeles City - Aurora - Bataan - Bulacan - Nueva Ecija - Olongapo City - Pampanga - Tarlac - Zambales |
|      | CALABARZON (Region IV-A)                    | Calamba City                | - Batangas - Cavite - Laguna - Lucena City - Quezon - Rizal |
|      | MIMAROPA (Region IV-B)                      | Calapan City                | - Marinduque - Occidental Mindoro - Oriental Mindoro - Palawan - Puerto Princesa City - Romblon |
|      | Bicol Region (Region V)                     | Legazpi City                | - Albay - Camarines Norte - Camarines Sur - Catanduanes - Masbate - Naga City - Sorsogon |

### Visayas
| Kort | Region (kort nanv)            | Regionenhovedstad | komponerede lokale regeringsenheder -                                                                    |
| ---- | ----------------------------- | ----------------- | --- |
|      | Western Visayas (Region VI)   | Iloilo City       | - Aklan - Antique - Bacolod City - Capiz - Guimaras - Iloilo - Iloilo City - Negros Occidental           |
|      | Central Visayas (Region VII)  | Cebu City         | - Bohol - Cebu - Cebu City - Lapu-Lapu City - Mandaue City - Negros Oriental - Siquijor                  |
|      | Eastern Visayas (Region VIII) | Tacloban City     | - Biliran - Eastern Samar - Leyte - Northern Samar - Ormoc City - Samar - Southern Leyte - Tacloban City |

### Mindanao
| Kort | Region (kort nanv)                                     | Regionenhovedstad   | komponerede lokale regeringsenheder -                                                                               |
| ---- | ------------------------------------------------------ | ------------------- | --- |
|      | Zamboanga Peninsula (Region IX)                        | Pagadian City       | - Isabela City - Zamboanga City - Zamboanga del Norte - Zamboanga del Sur - Zamboanga Sibugay                       |
|      | Northern Mindanao (Region X)                           | Cagayan de Oro City | - Bukidnon - Cagayan de Oro City - Camiguin - Iligan City - Lanao del Norte - Misamis Occidental - Misamis Oriental |
|      | Davao Region (Region XI)                               | Davao City          | - Compostela Valley - Davao City - Davao del Norte - Davao del Sur - Davao Oriental                                 |
|      | SOCCSKSARGEN (Region XII)                              | Koronadal City      | - Cotabato - General Santos City - Sarangani - South Cotabato - Sultan Kudarat                                      |
|      | Caraga (Region XIII)                                   | Butuan City         | - Agusan del Norte - Agusan del Sur - Butuan City - Dinagat Islands - Surigao del Norte - Surigao del Sur           |
|      | Bangsamoro Autonomous Region of Muslim Mindanao (ARMM) | Cotabato City       | - Basilan (excluding Isabela City) - Cotabato City - Lanao del Sur - Maguindanao - Sulu - Tawi-Tawi                 |